# Diplofase
Diplofase is de diploïde kernfase bij de kernfasewisseling van eukaryotische meercellige organismen met geslachtelijke voortplanting.
De diplofase begint bij de bevruchting door een versmelting van gameten, waarbij een diploïde zygote wordt gevormd en waaruit een diploïde organisme groeit. De diplofase wordt weer beëindigd door een meiose (reductiedeling) met een halvering van het aantal chromosomen in de cellen, waarna de haplofase begint.
Er worden twee typen meiose onderscheiden op grond van het type cellen die daarbij gevormd worden: gameten of sporen:
- een gametische meiose bij diplonten, waarbij door een diploïde gametofyt de gameten worden gevormd,
- een sporische meiose bij diplohaplonten, waarbij door een diploïde sporofyt de (meio-)sporen worden gevormd (waaruit weer de tot de haplofase behorende gametofyt groeit).

Een diplofase komt voor bij diplonten en diplohaplonten. Diplonten hebben alleen een diplofase in de vorm van diploïde generaties maar hebben geen haploïde generatie; er is dus geen generatiewisseling. Diplohaplonten hebben een afwisseling van een diplofase in de vorm van een (of twee) diploïde generaties, en een haplofase in de vorm van een haploïde generatie. Onder andere de mossen, varens en zaadplanten zijn Diplohaplonten.

## Diplofasische levenscyclus
Een levenscyclus met alleen een diplofase heet een diplofasische levenscyclus, zoals die voorkomt bij diplont met een gametische meiose. Bij deze diplonten komt geen afwisseling van kernfasen voor en is er geen haploïde generatie. Er is een diploïde generatie bij een monogenetische cyclus of er zijn twee diploïde generaties bij een digenetische cyclus.
Bij een monogenetische cyclus is er in de diplofase een diploïde generatie. Een voorbeeld is hier het groenwier Cladophora glomerata.
- Bacillariophyta (diatomeeën)
- Phaeophyta p.p.
- Chlorophyta (groenwieren) p.p.
- Oomycota (waterschimmels)
- Ascomycota p.p.

## Diplohaplofasische levenscyclus
Een levenscyclus met zowel een diplofase als een haplofase heet een diplohaplofasische levenscyclus (ook: heterofasische levenscyclus), zoals die voorkomt bij diplohaplonten met een sporische meiose. Bij deze organismen treedt er kernfasewisseling op in hun levenscyclus.
Een diplohaplofasische cyclus komt voor bij een digenetische cyclus (in de diplofase slechts een generatie) en bij een trigenetische cyclus (in de diplofase twee generaties en een generatie in de haplofase).
Bij een digenetische cyclus is er in de haplofase een haploïde gametofyt die de gameten vormt. In een kernfasewisseling wisselt de haplofase af met een diplofase, waarin een diploïde sporofyt door meiose de meiosporen vormt.
- Phaeohyta (bruinwieren) p.p.
- Chlorophyta (groenwieren) p.p.
- Rhodophyta (roodwieren) p.p., Bangiophyceae
- Plasmodiophoromycota
- Chytridiomycota p.p.
- Ascomycota p.p.
- Myxomycota
- Chytridiomycota p.p.
- Bryophyta ((blad)mossen)
- Marchantiophyta (levermossen)
- Anthocerotophyta (hauwmossen)
- Lycopsida
- Pteropsida (varens)
- Spermatophyta (zaadplanten)

Bij een trigenetische cyclus is er in de haplofase een haploïde gametofyt die de gameten vormt. De haplofase wisselt in een kernfasewisseling af met een diplofase met twee diploïde generaties: een mitosporofyt die door mitose de diploïde mitosporen vormt en een meiosporofyt die door meiose de haploïde meiosporen vormt. Voorbeelden zijn:
- Rhodophyta (roodwieren) p.p. (Florideophyceae)
- Ascomycota p.p. (Taphrinomycetes, Pezizomycotina)
- Basidiomycota

## Schematisch overzicht
| Biologische levenscycli bij meercellige organismen met geslachtelijke voortplanting | Biologische levenscycli bij meercellige organismen met geslachtelijke voortplanting | Biologische levenscycli bij meercellige organismen met geslachtelijke voortplanting | Biologische levenscycli bij meercellige organismen met geslachtelijke voortplanting | Biologische levenscycli bij meercellige organismen met geslachtelijke voortplanting                                                        |
|                                                                                     |                                                                                     | Cytologische kernfasewisseling                                                      | Cytologische kernfasewisseling                                                      | Cytologische kernfasewisseling |
| Type organisme →                                                                    | Type organisme →                                                                    | Haplont                                                                             | Diplont                                                                             | Diplohaplont = Haplodiplont |
| ----------------------------------------------------------------------------------- | ----------------------------------------------------------------------------------- | ----------------------------------------------------------------------------------- | ----------------------------------------------------------------------------------- | --- |
| Kernfase; Kernfasewisseling →                                                       | Kernfase; Kernfasewisseling →                                                       | Haplofase; Haplofasisch                                                             | Diplofase; Diplofasisch                                                             | Afwisseling haplofase ↔ diplofase; Diplohaplofasisch = Heterofasisch                                                                       |
| Meiose moment →                                                                     | Meiose moment →                                                                     | Zygotisch                                                                           | Gametisch                                                                           | Sporisch = Intermediair |
| Morfo- logische generatie- wisseling                                                | Monogenetisch: (monofasisch)                                                        | Monogenetische haplont                                                              | Monogenetische diplont                                                              | |
| Morfo- logische generatie- wisseling                                                | Digenetisch: (difasisch)                                                            |                                                                                     | Digenetische diplont                                                                | Digenetische diplohaplonten \| Isomorf, isospoor \| ↓ Heteromorf ↓ \| ↓ Heteromorf ↓ \| \| Isomorf, isospoor \| isospoor \| heterospoor \| |
| Morfo- logische generatie- wisseling                                                | Trigenetisch: (trifasisch)                                                          |                                                                                     |                                                                                     | Trigenetische diplohaplont |
| Isomorf, isospoor                                                                   | ↓ Heteromorf ↓                                                                      | ↓ Heteromorf ↓                                                                      |                                                                                     | |
| Isomorf, isospoor                                                                   | isospoor                                                                            | heterospoor                                                                         |                                                                                     | |